# Rob Oudkerk
Robert Herman (Rob) Oudkerk (Amsterdam, 20 maart 1955) is een voormalig Nederlands politicus. Hij was lid van de Tweede Kamer en wethouder in de gemeente Amsterdam namens de Partij van de Arbeid (PvdA). Hij kwam als wethouder ten val vanwege betrokkenheid bij prostitutie en drugsgebruik. Hij was tevens huisarts, publicist en actief politiek commentator. Oudkerk was geruime tijd als lector verbonden aan De Haagse Hogeschool.

## Levensloop
Oudkerk werd geboren in een joods gezin als zoon van de koosjere slager Maurits Oudkerk en de verpleegkundige Virrie Cohen. Een van zijn grootvaders was David Cohen, die in de Tweede Wereldoorlog voorzitter was van de Joodse Raad voor Amsterdam. Oudkerk volgde de bètarichting aan het Vossius Gymnasium in Amsterdam en studeerde vanaf 1974 geneeskunde aan de Universiteit van Amsterdam. In 1984 studeerde hij af. Daarna specialiseerde hij zich tot huisarts. Vanaf 1986 werkte hij als huisarts in een duopraktijk. Daarnaast was hij wetenschappelijk onderzoeker en van 1990 tot 1994 hoofd van het stafbureau van de Landelijke Huisartsen Vereniging.
In de periode 1994-2002 was Oudkerk lid van de Tweede Kamer voor de PvdA. Hij was woordvoerder Volksgezondheid en maakte deel uit van de parlementaire enquêtecommissie die onderzoek deed naar de Bijlmervliegramp. Bij het slotdebat stemde hij als enige PvdA'er voor moties van afkeuring tegen de ministers Jorritsma en Borst.
Van maart 2002 tot 19 januari 2004 was hij wethouder in de gemeente Amsterdam, met als portefeuille: werk en inkomen, onderwijs, jeugd, diversiteit en grotestedenbeleid. Nadat zijn partij het vertrouwen in hem had opgezegd, trad hij af. Hij werd opgevolgd door Ahmed Aboutaleb.
In 1994 was hij nog een dag per week huisarts. Naast zijn werk als wethouder was Oudkerk actief als televisiepresentator, publicist en als lid van het bestuur van het Kenniscentrum Grote Steden.

## Affaires

### 'Kutmarokkanen'
Op de avond van de gemeenteraadsverkiezingen in maart 2002 kwam Oudkerk in opspraak, doordat hij – zich er niet van bewust dat er een microfoon van het televisieprogramma TweeVandaag aan stond – in een onderonsje met de burgemeester van Amsterdam, Job Cohen, de term kut-Marokkanen bezigde toen het over problemen in de stad ging. Oudkerk voegde daar onmiddellijk aan toe "Zo kan je dat niet zeggen" waarop Cohen reageerde met "Het zijn wel onze kut-Marokkanen." Later excuseerde Oudkerk zich voor zijn woordgebruik door te zeggen dat hij alleen op sommige groepen Marokkaans-Amsterdamse jongeren, die overlast veroorzaken op straat, had gedoeld.

### Column van Heleen van Royen en aftreden
Op 10 januari 2004 schreef Heleen van Royen in een column in Het Parool dat Oudkerk haar na afloop van het Groot Dictee der Nederlandse Taal in een café had verteld dat hij van pornografie hield, prostituees bezocht en jaarlijks met oud en nieuw cocaïne snoof. Door de gemeentelijke commissie Integriteit zou hij op de vingers zijn getikt wegens het thuis per gemeentecomputer bezoeken van pornosites.
Oudkerk beweerde diezelfde dag in de Volkskrant dat hij alleen in algemene zin over dergelijke zaken met Van Royen had gesproken. Enkele dagen later ontkende hij het cocaïnegebruik. Op de andere kwesties wenste hij niet meer te reageren, daar hij ze als privézaken beschouwde. Een dag later werd duidelijk dat hij niet door de gemeentelijke commissie, maar door burgemeester Job Cohen op de vingers was getikt. Oudkerk bood zowel tegenover zijn mede-wethouders als in de gemeenteraad excuses aan.
Op 17 januari schreef de Volkskrant dat de AIVD eerder een dossier-Oudkerk had opgebouwd nadat hij ten tijde van zijn Kamerlidmaatschap aan chantagepogingen blootgesteld was geweest die verband hielden met bezoeken aan prostituees in de Haagse Schilderswijk. De AIVD meldde daarop dat er geen dossier was aangelegd, maar dat men vanwege een politieonderzoek wel op de hoogte was van pogingen tot chantage. Dit onderzoek zou hebben plaatsgevonden nadat Oudkerk in 2001 aangifte had gedaan ter zake van een poging tot chantage die dateerde van 17 maart 2000.
Nadat burgemeester Cohen hem al in november 2003 had gewaarschuwd, werd op 19 januari 2004 openbaar dat Oudkerk op de omstreden tippelzone aan de Amsterdamse Theemsweg was gesignaleerd, waardoor beroering in de Amsterdamse politiek ontstond. Nadat de PvdA-fractie het vertrouwen in hem had opgezegd trad Oudkerk dezelfde dag af als wethouder. Zijn portefeuille werd aanvankelijk waargenomen door wethouder Hannah Belliot. Later volgde Ahmed Aboutaleb hem op.

## Kritiek op antisemitisme- en Israëlbeleid PvdA
Meerdere malen heeft Oudkerk de PvdA, en met name fractievoorzitter Frans Timmermans, verweten het hedendaagse antisemitisme niet te willen benoemen. In januari 2025 stelde hij in het tv-programma Nieuws van de Dag dat de partij 'zwijgt' met als reden het 'electoraal belang'. Al eerder was Oudkerk kritisch geweest over de partijlijn rond de oorlog in Gaza, waardoor veel Joden zich niet veilig in de partij zouden voelen. Op het gezamenlijke congres van GroenLinks en PvdA op 21 juni 2025 was hij een van de indieners van een motie waarin voorgesteld werd de Kamermotie-Piri, die pleitte voor een algehele wapenexportban voor Israël, waaronder ook onderdelen voor het luchtverdedigingssysteem Iron Dome, te heroverwegen. Deze motie werd door ruim 80 procent van de congresgangers verworpen.

### Bestseller 60
| Boeken met noteringen in de Nederlandse Bestseller 60 | Jaar van verschijnen | Datum van binnenkomst | Hoogste positie | Aantal weken | Opmerkingen |
| ----------------------------------------------------- | -------------------- | --------------------- | --------------- | ------------ | ----------- |
| Geen weg terug                                        | 2005                 | 23-11-2005            | 51              | 1            |             |
| Virrie's kinderen                                     | 2024                 | 03-04-2024            | 27              | 3            |             |

## Verdere loopbaan
Oudkerk keerde niet terug in de Amsterdamse of landelijke politiek. Hij was van 2007 tot 2013 lector aan de Haagse Hogeschool, waar hij zich bezighield met "leefstijlverandering bij jongeren", ook is hij verbonden aan adviesbureau Van der Bunt. Soms treedt hij op als gast in praatprogramma's van de Nederlandse televisie. Per 1 augustus 2016 trad Oudkerk aan als voorzitter van de Amsterdamse vereniging van schoolbesturen in het openbaar onderwijs, OSVO. Op 14 juni 2018 meldde hij dat hij zich had gekandideerd voor het burgemeesterschap van Amsterdam. Op die post werd Femke Halsema benoemd.

## Radio
In 2014 en 2015 presenteerde Oudkerk met Marianne van den Anker het NTR-opinieprogramma 1 Op Straat op Radio 1. Sinds 6 maart 2016 presenteerde hij, ook op Radio 1, als invaller het live-debatprogramma Kwesties, dat tot 2020 bestond.

## Persoonlijk
Oudkerk heeft twee kinderen, is gescheiden van hun moeder en heeft een relatie met schrijfster Francisca Kramer.
- International Standard Name Identifier: 0000 0000 2988 3290
- Library of Congress Control Number: n89225069
- Nederlandse Thesaurus van Auteursnamen: 074044060
- Parlement.com: vg09llliomt8
- Virtual International Authority File: 75447986
- WorldCat: E39PBJjt9Q86Gw6MQcmDdfvCQq